# Tore Hattrem

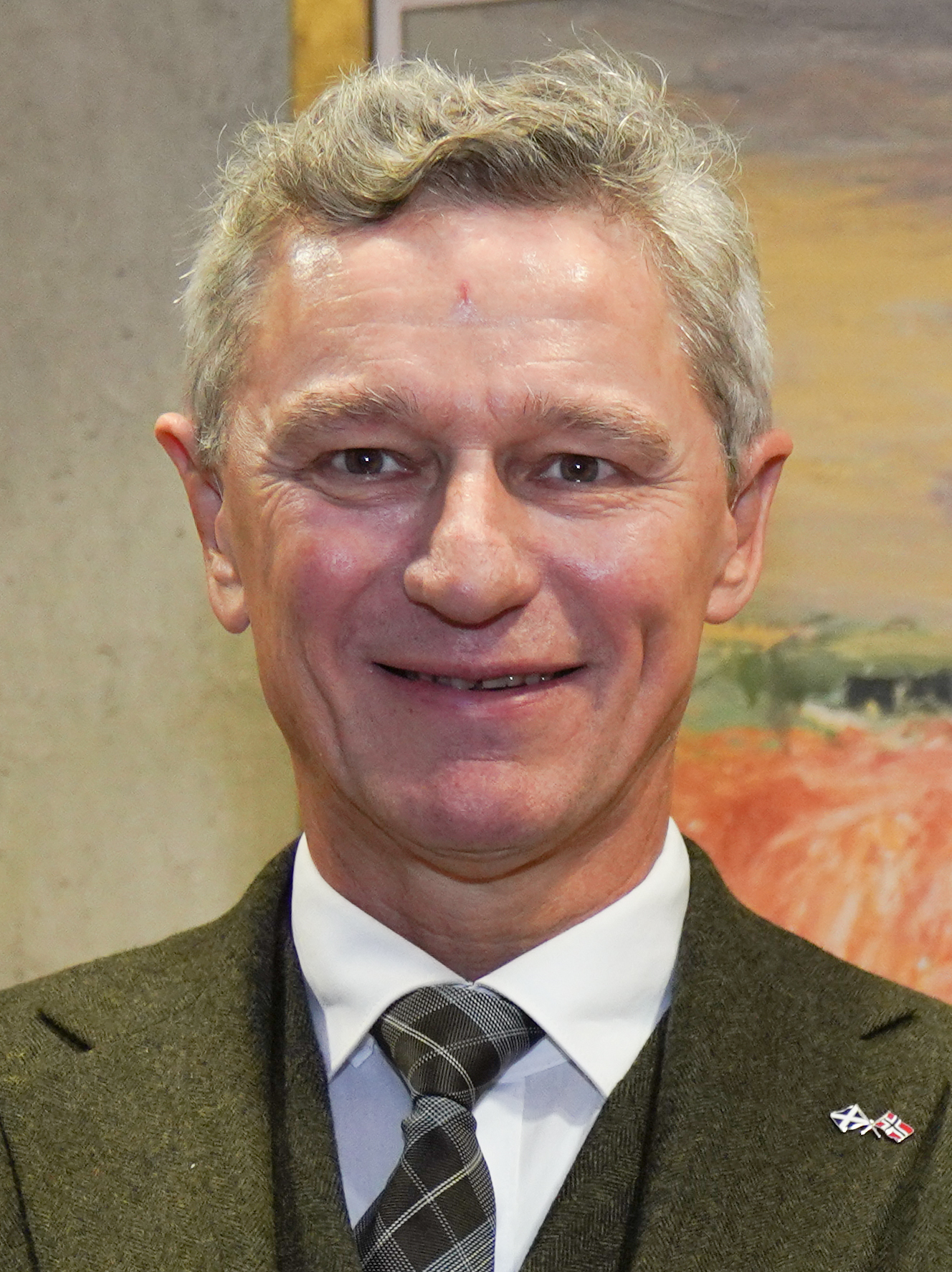
Tore Hattrem en 2024

Tore Hattrem (23 de agosto de 1962) es un político y diplomático noruego, miembro del partido conservador Høyre. En 2018 fue nombrado Subsecretario de Estado Permanente del Ministerio de Relaciones Exteriores , el principal funcionario del ministerio. Fue presidente de la junta ejecutiva de UNICEF durante 2018

## Biografía
Tore Hattrem tiene una maestría en Ciencias Políticas de la Universidad de Oslo y se graduó de la Escuela de Candidatos a Oficiales Noruegos en 1982.
De 1994 a 1997, fue Segundo Secretario en la Embajada de Noruega en Nueva Delhi. En 1997, se convirtió en el Primer Secretario de la Misión Permanente de Noruega ante las Naciones Unidas y la OMC en Ginebra, y luego Asesor en el Consejo de Seguridad de las Naciones Unidas de 2000 a 2002. En 2002, se convirtió en director general Adjunto y Jefe de la Sección Por la paz y la reconciliación. En 2007, se convirtió en el embajador de Noruega en Sri Lanka . Durante este mandato, actuó como facilitador para resolver la crisis impulsada por el LTTE . De 2010 a 2012, fue embajador en Afganistán .
Tore Hattrem fue Embajador de Noruega en Sri Lanka , Sudán y Afganistán , y director general en el Ministerio de Asuntos Exteriores.
Hattrem se desempeñó como Secretario de Estado en el Ministerio de Relaciones Exteriores de 2015 a 2016 y como representante Permanente de Noruega ante las Naciones Unidas en Nueva York de 2017 a 2018.